# Torre de Bellaguarda
La torre de Bellaguarda és una torre de guaita reconstruïda sobre una anterior, al municipi d'Altea, comarca de la Marina Baixa, província d'Alacant. Actualment és un mirador, però la torre original, del segle xiii o XIV, formava part d'un baluard defensiu, anomenat Castellet de Bellaguarda, al voltant del qual es va construir el nucli poblacional cristià de Bellaguarda, aleshores separat i independent de la Vella Altea. Va estar en servici fins al segle XVI. En 1990 es va efectuar una reforma profunda de la Plaça de la Cantereria, incloent una 'reconstrucció' no històrica de la torre, alçant el mirador actual. La torre i l’hàbitat a què estava associada, ocuparien un espai quadrangular format per l'actual Plaça de la Cantereria i les cases que la rodegen. A este conjunt estava lligat l'antic Molí de Bellaguarda.